# Відміна
Відміна — клас іменників, що мають спільну систему відмінкових закінчень.

## Відміни в українській мові

### Перша
До цієї відміни належать іменники жіночого, чоловічого і спільного роду, що в називному відмінку однини мають закінчення -а, -я: хмара, мова, суша, рілля, надія, Марія, Олекса, Ілля, староста, сирота, розбишака, бідолаха.
У межах 1-ї відміни виділяють три групи: тверду, м'яку і мішану.
- До твердої групи належать іменники з основою на твердий приголосний (крім шиплячих): борозна, кобза, порада, химера, пара, копа, сваха, панна, Ольга, Микита, Людота, вереда, плакса, каліка, зануда, нечупара.
- До м'якої групи належать іменники з основою на м'який приголосний: скриня, кав'ярня, зброя, дзвіниця, гробниця, богиня, красуня, господиня, молодиця, Марія, Вікторія, півонія, змія, шия, Ілля, суддя, кровопивця, братовбивця, капризуля, здоровуля, розмазня.
- До мішаної групи належать іменники з основою на шиплячий приголосний: огорожа, калюжа, пожежа, сторожа, круча, онуча, свіча, тиша, миша, воша, груша, туша, калоша, товща, паща, теща, вельможа, листоноша, міхоноша, святоша, потороча.

### Друга
До цієї відміни належать:
- іменники чоловічого роду з нульовим закінченням (з основою на приголосний) і з закінченням -о в називному відмінку однини: рік, голуб, поріг, в'яз, коровай, зброяр, красень, Максим, Степан; дядько, батько, тато, Павло, неньо;
- іменники середнього роду із закінченнями -о, -є, -я , -е в називному відмінку однини (крім тих, у яких при відмінюванні з'являються суфікси -ат-, -ят-, -ен-): плече, водоймище, пекло, чорнило, лігво, лукавство, дівчатко, поголів'я, терпіння.

Історично друга відміна утворилася з різних класів іменників: з основою на приголосний, на -ŏ, на -ь ← -ĭ, на -ъ ← -ŭ. Із занепадом редукованих голосних відмінності між ними стерлись і їх стали об'єднувати в одну відміну. Це зумовило наявність паралельних, почасти взаємозамінних відмінкових форм. У родовому відмінку іменники чоловічого роду можуть мати закінчення -а та -у; у давальному відмінку є закінчення -у та -ові, а у місцевому також -і; у родовому відмінку множини -ів, -ей та нульове закінчення.
Складним питанням в українській мові є закінчення -а чи -у в родовому відмінку однини іменників чоловічого роду другої відміни (каменя/каменю, потяга/потягу, звука/звуку).
Серед іменників II відміни теж виділяють три групи: тверду, м'яку і мішану. Цей розподіл докладно висвітлено в «Українському правописі»:

#### Тверда група
Чоловічий рід. До твердої групи належать іменники чоловічого роду з кінцевим твердим приголосним основи (крім шиплячих) і з закінченням -о: дуб, палац, темп, ударник, успіх; батько, Петро; переважна більшість іменників на -р: вир, вихор, відвар, двір, жир, сир, стовбур, столяр, явір; сюди ж належать іменники звір, комар, снігур, які, проте, в називному відмінку множини мають закінчення м'якої групи: звірі, комарі, снігурі, а також усі іменники іншомовного походження на -ер, -ір, -ор, -ур (-юр) і з постійно наголошеними -ар (-яр), -ир: інженер, майстер, папір, сувенір; директор, професор, семафор; абажур, гіпюр, каламбур; базар, гектар, комісар, футляр, ювіляр; бригадир, касир, командир, пасажир.
Середній рід. До твердої групи належать іменники середнього роду із закінченням -о: вікно, залізо, коло, місто, село.

#### М'яка група
Чоловічий рід. До м'якої групи належать іменники чоловічого роду з кінцевим м'яким приголосним основи: боєць, велетень, звичай, край, учитель, Бенедьо; сюди належить частина іменників із суфіксами -ар, -ир, які в однині мають наголос на корені: бондар — бондаря, козир — козиря, лікар — лікаря, писар — писаря, а також іменники, у яких при відмінюванні наголос переходить із суфікса на закінчення: буквар — букваря, вівчар — вівчаря, друкар — друкаря, інвентар — інвентаря, календар — календаря, кобзар — кобзаря, пролетар — пролетаря, секретар — секретаря, шахтар — шахтаря; гузир — гузиря, проводир — проводиря, пухир — пухиря та ін.
Середній рід. До м'якої групи належать іменники середнього роду з закінченням -е, -є та -я (без суфіксів -єн-, -ят- при відмінюванні й переважно з подовженням кінцевого приголосного основи): горе, місце, море, поле, життя, завдання, збіжжя, здоров'я, змагання, знаряддя, листя, обличчя, пір'я, полум'я.

#### Мішана група
Чоловічий рід. До мішаної групи належать іменники чоловічого роду з кінцевим шиплячим приголосним основи: дощ, сторож, слухач, ткач, товариш, вітрище[?], вантаж; також іменники на -яр (назви людей за родом їхньої діяльності), у яких при відмінюванні наголос переходить із суфікса на закінчення: вугляр — вугляра, каменяр — каменяра, пісняр — пісняра, скляр — скляра, тесляр — тесляра, школяр — школяра.
Середній рід. До мішаної групи належать іменники середнього роду з закінченням -e при основі на шиплячий приголосний: ложе, плече, прізвище, явище.

### Третя
До третьої відміни належать іменники жіночого роду з нульовим закінченням: паморозь, сув'язь, глибочінь, зелень, подорож, нехворощ, розкіш, глуш, здобич, далеч, північ, кров, любов, а також іменник мати.
Іменники жіночого роду, що в називному відмінку однини закінчуються на твердий або м'який приголосний основи (ніч, кров, сіль), а іменник мати має закінчення -и.

### Четверта
Іменники середнього роду, що в називному відмінку однини мають закінчення -а (-я), а при відмінюванні з'являються суфікси -ат-, -ят-, -ен-: ведмежа, небожа, княжа, кача, шпача, собача, вовча, зайча, курча, дитинча, дівча, пташа, лоша, пастуша, маля, янголя, соколя, ягня, левеня, козеня, чаєня, лелеченя, рученя, ноженя, бровеня, плем'я, тім'я, сі́м'я (тобто насіння, а не родина), вим'я, ім'я.